# Contravenção (Common Law)
Uma contravenção (em inglês, misdemeanor) é um instituto jurídico e diz respeito a qualquer ato criminoso dotado de menor relevância em sistemas jurídicos do common law. Os delitos menores são geralmente punidos com menos severidade do que os crimes mais graves, mas, teoricamente, são punidos com maior gravidade do que as infrações administrativas do common law (administrative infractions) e as ofensas regulatórias (Regulatory offence). Normalmente, as contravenções (common law) são punidas com multas em dinheiro ou prestação de serviços à comunidade.
Não confundir com o instituto jurídico da contravenção, adotada no Direito Brasileiro, assim considerada como um tipo de infração penal mais leve que o crime, com prisão simples até 5 anos, cuja ação penal é incondicionada e cuja tentativa não é punível.